# Florine de Bourgogne
Florine de Bourgogne (1083–1097) est la fille d'Eudes Ier de Bourgogne et Sybille de Bourgogne.
Son grand-père maternel est Guillaume Ier de Bourgogne. 
Florine épouse Sven le Croisé, fils de Sven II de Danemark. Elle devient femme croisée et ils meurent ensemble lors d'un voyage de la première croisade.

## Biographie
Ensemble, Florine et Sven ont mené quinze cents cavaliers de la première croisade, et ont été surpris par les Turcs alors qu'ils progressaient rapidement à travers les plaines de la Cappadoce. En infériorité numérique, Sven s'est défendu durant toute une journée, sans être en mesure de repousser les Turcs avec tous les efforts de son courage ou les haches de ses guerriers ; Florine a vaillamment combattu à ses côtés. Transpercée par sept flèches, mais toujours combattante, elle a cherché avec Sven à ouvrir un passage vers les montagnes, quand ils ont été débordés par leurs ennemis. Ils sont tombés ensemble sur le champ de bataille, après avoir vu tous leurs chevaliers et plus fidèles serviteurs périr autour d'eux.
Le père de Florine prend part à la croisade de 1101, et y meurt en 1102 à Tarse.

## Fiction
La vie de Florine de Bourgogne a été mise en fiction par William Bernard McCabe dans le roman Florine, Princess of Burgundy: A Tale of the First Crusaders, publié en 1855.